# Cleidogona punctifer
Cleidogona punctifer är en mångfotingart som beskrevs av Chamberlin 1952. Cleidogona punctifer ingår i släktet Cleidogona och familjen Cleidogonidae. Inga underarter finns listade i Catalogue of Life.